# العلاقات البرازيلية الموريتانية
العلاقات البرازيلية الموريتانية هي العلاقات الثنائية التي تجمع بين البرازيل وموريتانيا.

## مقارنة بين البلدين
هذه مقارنة عامة ومرجعية للدولتين:
| وجه المقارنة                                              | البرازيل | موريتانيا                 |
| --------------------------------------------------------- | --- | ------------------------- |
| المساحة (كم2)                                             | 8.52 مليون | 1.03 مليون                |
| عدد السكان (نسمة)                                         | 202.66 مليون | 4.42 مليون                |
| الكثافة السكانية (ن./كم²)                                 | 23.79 | 4.29                      |
| العاصمة                                                   | برازيليا، ريو دي جانيرو | نواكشوط                   |
| اللغة الرسمية                                             | برتغالية برازيلية، Brazilian Sign Language ‏ | اللغة العربية، لغة فرنسية |
| العملة                                                    | ريال برازيلي، كروزيرو ريال برازيلي ‏، كروزيرو البرازيلية (1990–1993)، البرازيلي كروزادو نوفو، كروزادو برازيلي، cruzeiro ‏، كروزيرو البرازيلية (1942–1967)، الريال البرازيلي (قديم) | أوقية موريتانية، أوقية ‏   |
| الناتج المحلي الإجمالي (بليون دولار)                      | 2.06 تريليون | 5.02 مليار                |
| الناتج المحلي الإجمالي (تعادل القوة الشرائية) بليون دولار | 3.22 تريليون |                           |
| الناتج المحلي الإجمالي الاسمي للفرد دولار أمريكي          | 8.54 ألف |                           |
| الناتج المحلي الإجمالي للفرد دولار أمريكي                 | 15.89 ألف | 3.91 ألف                  |
| مؤشر التنمية البشرية                                      | 0.754 | 0.506                     |
| رمز المكالمات الدولي                                      | +55 | +222                      |
| رمز الإنترنت                                              | .br | .mr                       |
| المنطقة الزمنية                                           | | 00                        |

## منظمات دولية مشتركة
يشترك البلدان في عضوية مجموعة من المنظمات الدولية، منها:
| علم المنظمة | اسم المنظمة                        | تاريخ انضمام البرازيل | تاريخ انضمام موريتانيا |
| ----------- | ---------------------------------- | --------------------- | ---------------------- |
|             | الاتحاد البريدي العالمي            | ?                     | ?                      |
|             | يونسكو                             | 4 نوفمبر 1946         | 10 يناير 1962          |
|             | البنك الدولي للإنشاء والتعمير      | 14 يناير 1946         | 10 سبتمبر 1963         |
|             | منظمة التجارة العالمية             | ?                     | 31 مايو 1995           |
|             | وكالة ضمان الاستثمار متعدد الأطراف | 7 يناير 1993          | 8 سبتمبر 1992          |
|             | البنك الإفريقي للتنمية             | ?                     | ?                      |
|             | الاتحاد الدولي للاتصالات           | 4 يوليو 1877          | 18 أبريل 1962          |
|             | منظمة الشرطة الجنائية الدولية      | ?                     | ?                      |
|             | مؤسسة التمويل الدولية              | 31 ديسمبر 1956        | 29 ديسمبر 1967         |
|             | الأمم المتحدة                      | 24 أكتوبر 1945        | 27 أكتوبر 1961         |
|             | مؤسسة التنمية الدولية              | 15 مارس 1963          | 10 سبتمبر 1963         |
|             | منظمة حظر الأسلحة الكيميائية       | ?                     | ?                      |

## وصلات خارجية
- موقع وزارة الخارجية البرازيلية